# Joe Aribo
Joseph Oluwaseyi Temitope Ayodele-Aribo, född 21 juli 1996, är en nigeriansk fotbollsspelare som spelar för Southampton i Premier League.

## Klubbkarriär
Den 27 juni 2019 värvades Aribo av Rangers, där han skrev på ett fyraårskontrakt.
Den 9 juli 2022 värvades Aribo av Southampton, där han skrev på ett fyraårskontrakt.

## Landslagskarriär
Aribo debuterade för Nigerias landslag den 10 september 2019 i en 2–2-match mot Ukraina, där han även gjorde sitt första mål efter fyra minuter. I december 2021 blev Aribo uttagen i Nigerias trupp till Afrikanska mästerskapet 2021.

## Meriter
Rangers
- Scottish Premiership: 2020/2021[5]
- Scottish Cup: 2021/2022[6]